# Rauer Klee
Der Raue Klee (Trifolium scabrum) ist ein in Mitteleuropa sehr selten vorkommender Angehöriger der Familie der Hülsenfrüchtler (Fabaceae) aus der Unterfamilie der Schmetterlingsblütler (Faboideae). Er wird in der Gattung in die Sektion Trifolium, Untersektion Scabroidea gestellt.

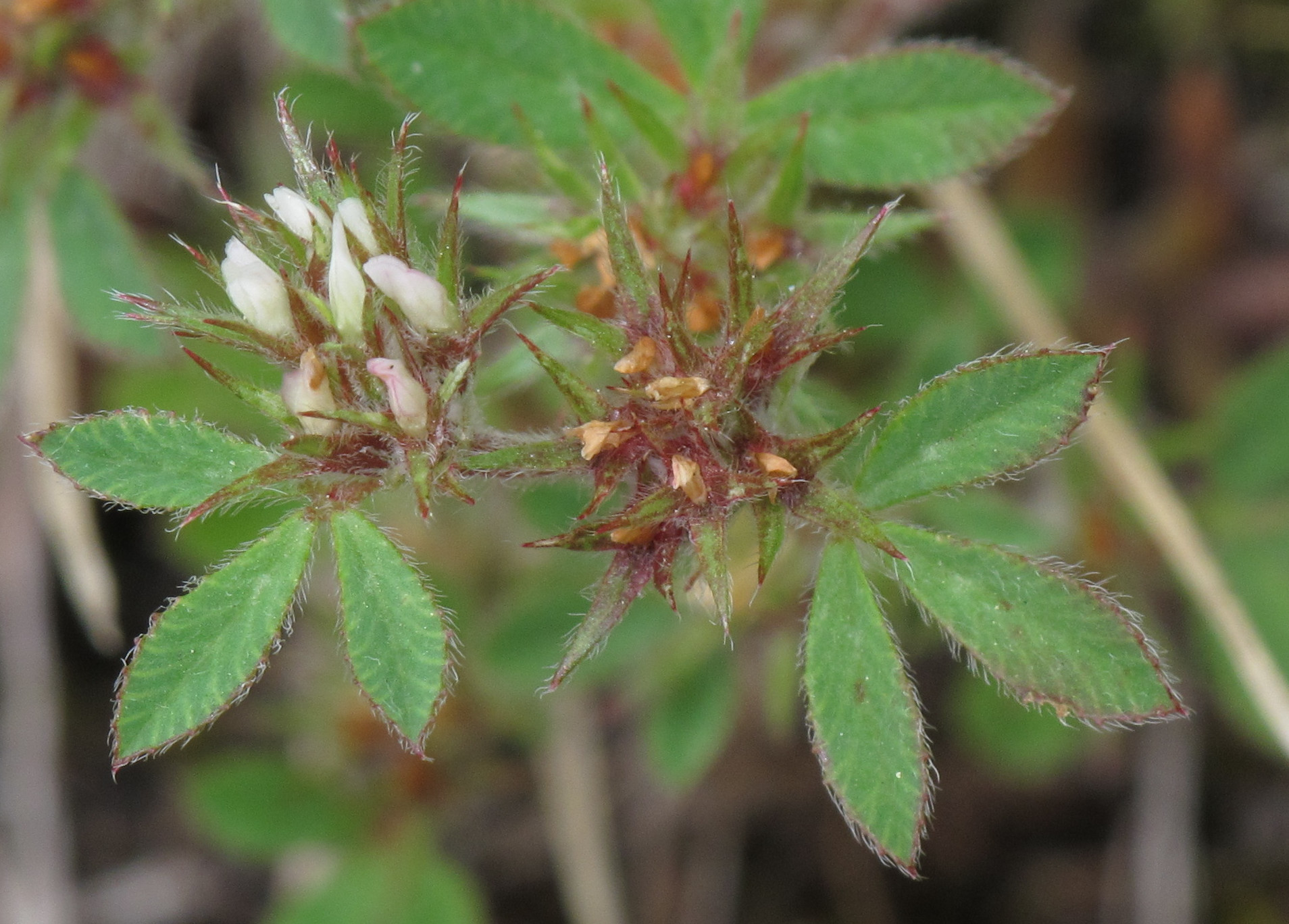
Blütenstand

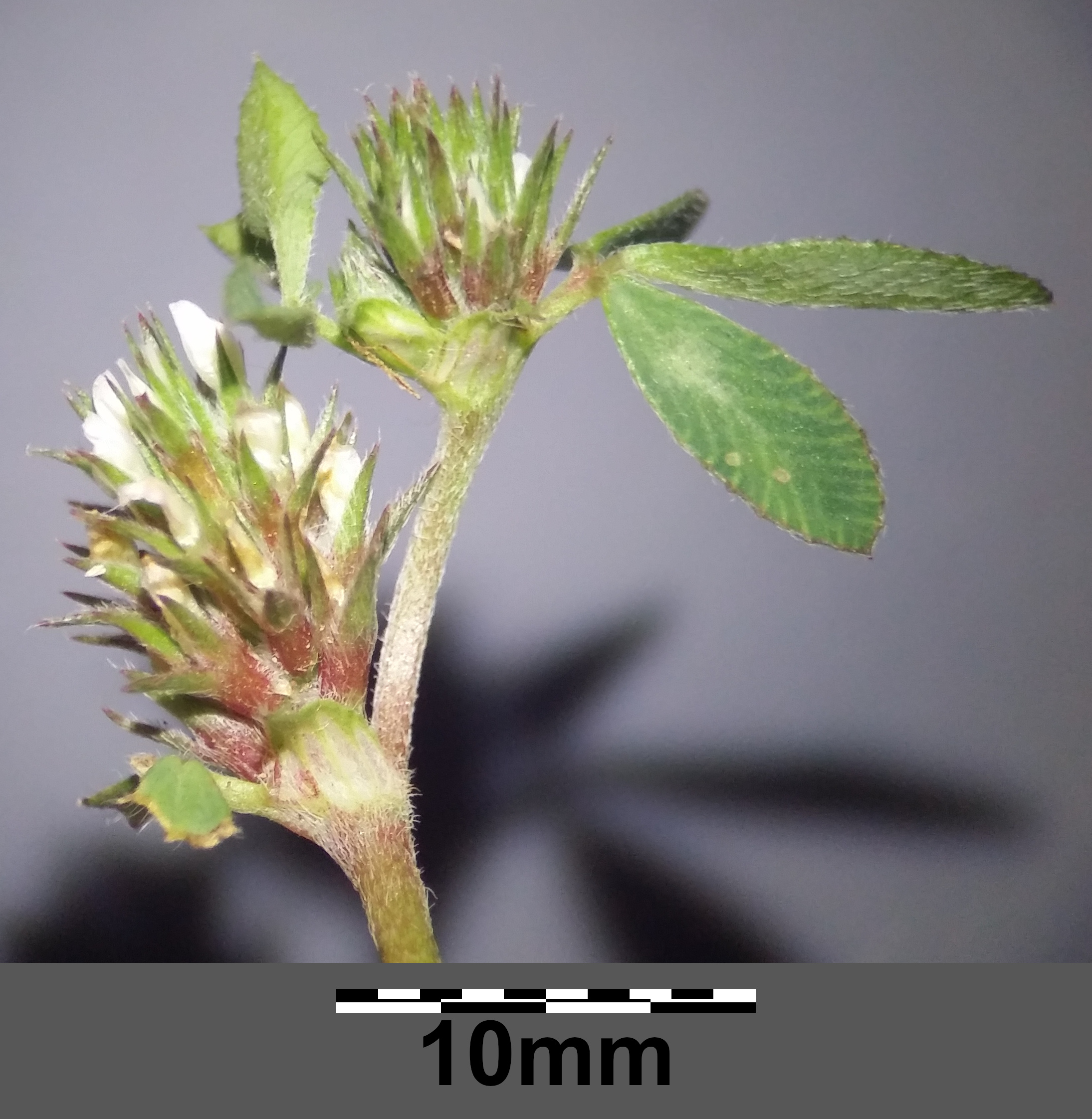
Blütenstände

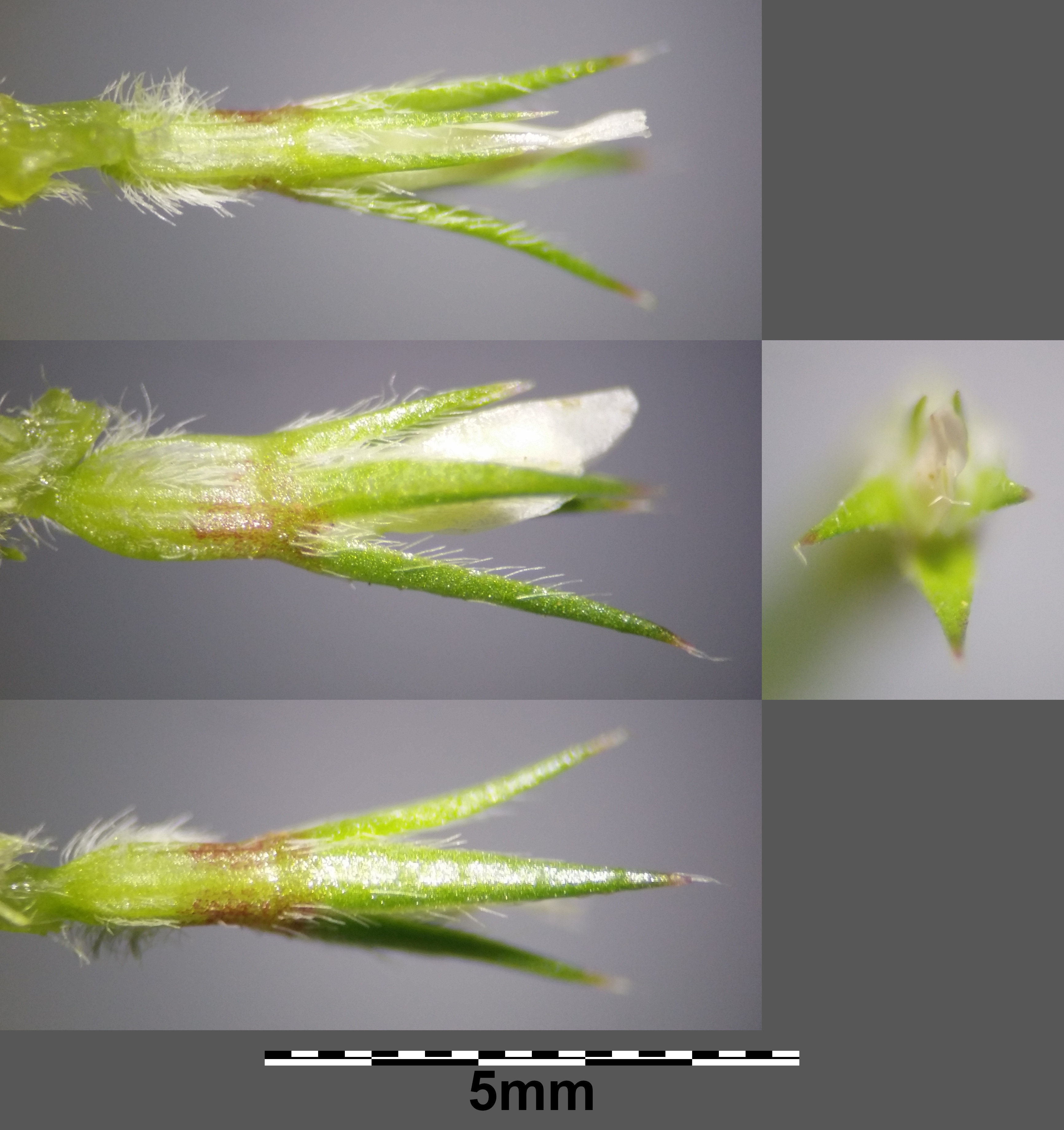
Blüten

## Beschreibung
Beim Rauen Klee handelt es sich um eine meist 8 bis 15 cm hoch wachsende, einjährige krautige Pflanze. Der behaarte Stängel wächst niederliegend bis meist aufsteigend und ist vom Grund an ästig verzweigt. Die Laubblättchen sind verkehrt eiförmig oder länglich-keilförmig. Am klein gesägten Rand besitzen sie verdickte, bogige Seitennerven, während sie beim ähnlichen Streifen-Klee (Trifolium striatum) gerade sind. Die Nebenblätter sind eiförmig und mit pfriemlicher Spitze versehen.
Das etwa 1 cm lange, eiförmige Blütenköpfchen ist ungestielt. Der Kelch ist zur Fruchtzeit walzenförmig und besitzt lanzettliche, starre und zurückgekrümmte Zähne. Die Kelchröhre ist zylindrisch und nur zwischen den Nerven behaart. Die 4 bis 5 mm lange Krone ist weiß oder blassrot gefärbt. Sie ist kürzer oder höchstens so lang wie der Kelch. Die Hülse ist eiförmig und zur Reifezeit im verhärteten Fruchtkelch eingeschlossen.
Der Raue Klee blüht in Mitteleuropa vorwiegend in den Monaten Mai bis Juli.
Die Chromosomenzahl beträgt 2n = 10 oder 12.

## Vorkommen
Der Raue Klee kommt von Westeuropa über das Mittelmeergebiet bis nach Westasien vor. Ferner ist er auf den Azoren und den Kanarischen Inseln zu finden. Er erreicht in Mitteleuropa die Nordgrenze seines Areals. In Europa hat er ursprüngliche Vorkommen in den Ländern Portugal, Spanien, Frankreich, Großbritannien, Irland, Belgien, den Niederlanden, Deutschland, Schweiz, Italien, im früheren Jugoslawien, Albanien, Griechenland, Bulgarien, Rumänien, der Türkei und auf der Krim.
In Deutschland ist die Art sehr selten und vom Aussterben bedroht. Sie kommt lediglich im südlichen Oberrheintal zwischen Basel, Freiburg und  Straßburg vor; an der Bergstraße ist sie seit 1950 nicht mehr nachgewiesen worden. In der Schweiz kommt Trifolium scabrum ebenfalls sehr selten in Regionen Jura, Westliches Mittelland, Westliche Nordalpen und Tessin vor und wird als stark gefährdet angesehen, während die Art in Österreich ganz fehlt.
Der Raue Klee benötigt kalkreichen, flachgründig-steinigen Lehmboden, der humusarm sein kann. Er besiedelt in Mitteleuropa lückige Stellen in  Trockenrasen, zwischen Felsen an Steilhängen und Erdanrisse an Wegen und Böschungen. Er ist in Mitteleuropa eine Charakterart des Cerastietum pumili aus dem Verband Alysso-Sedion, kommt aber in Südeuropa hauptsächlich in Gesellschaften des Verbands Thero-Brachypodion vor.
Er gehört zu den Klee-Arten Mitteleuropas, die am meisten Trockenheit ertragen.
Die ökologischen Zeigerwerte nach Landolt & al. 2010 sind in der Schweiz: Feuchtezahl F = 1 (sehr trocken), Lichtzahl L = 4 (hell), Reaktionszahl R = 4 (neutral bis basisch), Temperaturzahl T = 5 (sehr warm-kollin), Nährstoffzahl N = 2 (nährstoffarm), Kontinentalitätszahl K = 2 (subozeanisch), Salztoleranz = 1 (tolerant).

## Ökologie
Durch die starr abstehenden Kelchzähne werden die Früchte durch Weidetiere verbreitet.

## Taxonomie
Der Raue Klee wurde 1753 von Carl von Linné in Species Plantarum Band 1 Seite 770 als Trifolium scabrum erstbeschrieben. Der Raue Klee (Trifolium scabrum) wurde zuerst von Johann Bauhin (1541–1613) als Trifolium parvum rectum flore glomerato cum unguiculis vom ähnlichen Streifen-Klee (Trifolium striatum) als Trifolium cujus caules et geniculis glomerulos oblongos proferunt unterschieden.